# Jessica Hausner
Jessica Hausner (Viena, 6 de octubre de 1972) es una directora, productora y guionista cinematográfica austríaca. 

## Biografía
Jessica Hausner es hija del pintor y representante del realismo fantástico vienés Rudolf Hausner y hermana de la pintora Xenia Hausner.
Ha dirigido 6 películas desde 1995. Su película Lovely Rita fue proyectada en 2001 en el Festival de Cannes en la sección Un certain regard. Tres años después su película Hotel fue proyectada en Festival de Cannes en 2004, de nuevo en la sección Un Certain Regard. En 2014 presentó su sexto largometraje, Amour Fou, inspirado en la vida del poeta y escritor alemán, Heinrich von Kleist. El film fue de nuevo proyectado en la sección un certain regard del festival de Cannes.

## Filmografía
- Flora (1995)
- Inter-View (1999)
- Lovely Rita (2001)
- Hotel (2004)
- Sleeper (2005 - productora)
- Toast (2006)
- Lourdes (2009)
- Amour Fou (2014)
- Little Joe (2019)
- Club Zero (2023)

## Premios y distinciones
Festival Internacional de Cine de Cannes
| Año  | Categoría                               | Película   | Resultado |
| ---- | --------------------------------------- | ---------- | --------- |
| 1999 | Premio Cinefondation - Mención especial | Inter-View | Ganadora  |

Festival Internacional de Cine de Venecia
| Año  | Categoría                            | Película | Resultado |
| ---- | ------------------------------------ | -------- | --------- |
| 2009 | Premio FIPRESCI                      | Lourdes  | Ganadora  |
| 2009 | Premio SIGNIS                        | Lourdes  | Ganadora  |
| 2009 | Premio La Navicella – Venezia Cinema | Lourdes  | Ganadora  |